# Carlsberg (Renânia-Palatinado)
Carlsberg (Renânia-Palatinado) é um município da Alemanha localizado no distrito (Kreis ou Landkreis) de Bad Dürkheim, na associação municipal de Verbandsgemeinde Hettenleidelheim, no estado da Renânia-Palatinado.